# フオックロン
フオックロン（ベトナム語：Thị xã Phước Long / 市社福隆）はベトナムのビンフオック省にある町である。人口は2018年時点で81,200人、面積は118.83km2である。

## 行政区画
以下の5坊2社から構成される。
- ロンフオック坊（Long Phước / 隆福）
- ロントゥイ坊（Long Thuỷ / 隆水）
- フオックビン坊（Phước Bình / 福平）
- ソンザン坊（Sơn Giang / 山江）
- タックモー坊（Thác Mơ / 托麻）
- ロンザン社（Long Giang / 隆江）
- フオックティン社（Phước Tín / 福信）

座標: 北緯11度49分8秒 東経106度59分28秒 / 北緯11.81889度 東経106.99111度